# 空隙説
空隙説 (くうげきせつ、ドイツ語: Lückentheorie) はプロイセンの法学者・政治家であるフリードリヒ・ユリウス・シュタールが提唱したもので、プロイセン首相オットー・フォン・ビスマルクが軍制改革を巡る無予算統治を正当化する論拠に用いたことで知られる。 
1862年にプロイセン国王（後のドイツ皇帝）ヴィルヘルム1世がブルジョワ化したラントヴェーアを野戦軍から切り離すべく推し進めようとした軍制改革の承認をプロイセン議会が拒否すると、ヴィルヘルム1世は「軍制改革が議会の承認を得られないなら無予算統治も辞さない」とするビスマルクを首相に任じた。 
シュタールとビスマルクは、「憲法は3つの立法権（国王、衆議院、貴族院）の同格性を規定しており、いずれの立法権も他の立法権に譲歩を強制することはできない。それゆえに憲法は三者が妥協して協調することを求めているのである。立法権者の1つが妥協を崩した場合には争議が生じるが、争議は権力問題であり、一方で国家運営は一瞬たりとも停止するわけにはいかないので、その際に立法権者は自己の意志で行動できるべきである。」として、主権者たる国王には、憲法に明確な規定がないために起こるこのような空隙を埋める権力があると主張した。 
ビスマルクは、憲法に国王と両議院のいずれもが予算に同意できない場合の取り扱いが規定されておらず、だからといって予算不成立を理由に国家運営を停止させるわけにはいかない以上、首相は主権者たる国王からの負託に基づいて国家運営を行うべきと解釈していた。ビスマルクは、軍制改革に議会の承認が得られなければ、独自のイニシアチブのもとに国家運営を行う覚悟を固めていたのである。 
ビスマルクの有名な鉄血演説の一節、「現在の問題は演説や多数決 ―これが1848年から1849年の大きな過ちであったが― によってではなく、鉄と血によってのみ解決される。」はまさにこの考えを述べたものであった。 
ビスマルクは普墺戦争中の1866年7月3日 (ケーニヒグレーツの戦いがあった日) に総選挙を行って議会を保守派勢力中心に塗り替えた。ビスマルクを支持する自由保守党が最有力勢力となったこともあり、議会に1862年から続けてきた無予算統治の事後承認を求める事後承認法を提出・可決させて議会との和解を演出した。 
事後承認法の採択は、ビスマルクと議会の間の妥協でもあった。すなわち、ビスマルクは自らが築き上げたドイツの新たな国家体制について議会の承認を得る代わりに、暗黙のうちに予算に関する議会の主権を認めることになったのである。 